# Carol Cleveland
Carol Cleveland (ur. 13 stycznia 1942 w Londynie) – brytyjska aktorka komediowa, znana przede wszystkim jako jedyna kobieta występująca regularnie w serialu Latający cyrk Monty Pythona. Grała również w serialu The Benny Hill Show, The Two Ronnies i wielu innych programach i filmach. Pojawiała się we wszystkich czterech seriach Latającego cyrku oraz wszystkich pięciu filmach Monty Pythona.
Prywatnie nazywana przez Pythonów Carol Cleavage (Dekolt), odgrywała stereotypowe słodkie, puste blondynki. Didaskalia do jej pierwszej roli opisywały ją jako „dorodna dziewczyna w pełnym rozkwicie kobiecości”. Choć do końca nie podobało się jej bycie ograniczaną w ten sposób, jej występy śmieszyły telewidzów. Sama siebie nazywała glamour stooge (w wolnym tłumaczeniu „okazały obiekt żartów”).
Jej matka – Pat – zagrała kilka epizodycznych ról w Latającym cyrku, raz jako chorą psychicznie pacjentkę z siekierą wbitą w głowę.